# AVN Award for Transgender Performer of the Year
L'AVN Award for Transgender Performer of the Year (precedentemente noto come AVN Award for Transsexual Performer of the Year) è un premio pornografico assegnato all'attrice transessuale votata come migliore dalla AVN, l'ente che assegna gli AVN Awards, riconosciuti come i migliori premi del settore. Venus Lux è stata la prima a vincere per due edizioni consecutive (2015 e 2016), seguita poi da Aubrey Kate (2017 e 2018) mentre Buck Angel è l'unico uomo transessuale ad essersi aggiudicato il premio.
Come per gli altri premi, viene assegnato nel corso di una cerimonia che si svolge a Las Vegas, solitamente nel mese di gennaio, dal 2004.

## Vincitrici e candidate

### Anni 2000
| Anno            | 2004                                                        | 2005                                                                    | 2006                                    | 2007                                                                                   | 2008 | 2009 |
| --------------- | ----------------------------------------------------------- | ----------------------------------------------------------------------- | --------------------------------------- | -------------------------------------------------------------------------------------- | --- | --- |
| Vincitrice      | Vaniity                                                     | Vicki Richter                                                           | Gia Darling                             | Buck Angel                                                                             | Allanah Starr | Wendy Williams                                                                                                 |
| Altre candidate | Gia Darling Vo D’Balm Fabiane de la Costa Joanna Jet Nomi X | Vo D'Balm Gia Darling Danielle Foxxx Joanna Jet Fabiola Mebarek Vaniity | Joanna Jet Vicki Richter Wendy Williams | Gia Darling Danielle Foxxx Joanna Jet Allanah Starr Holly Sweet Vaniity Wendy Williams | Buck Angel Khloe Hart Sexy Jade Kourtney Yasmin Lee Carla Novaes Thays Schiavinato Vaniity Vicki Richter Wendy Williams | Buck Angel Brittany CoxXx Natassia Dreams Jesse Flores Foxxy Jessica Host Yasmin Lee Vicki Richter Holly Sweet |

### Anni 2010
| Anno            | 2010 | 2011 | 2012 | 2013 | 2014 | 2015 | 2016 | 2017 | 2018 | 2019 |
| --------------- | --- | --- | --- | --- | --- | --- | --- | --- | --- | --- |
| Vincitrice      | Kimber James                                                                                             | Bailey Jay | Bailey Jay | Vaniity | Eva Lin | Venus Lux | Venus Lux | Aubrey Kate | Aubrey Kate | Chanel Santini |
| Altre candidate | Buck Angel Celeste Sexy Jade Jesse Joanna Jet Olivia Love Anna Paula Samadat Hazel Tucker Wendy Williams | Morgan Bailey Hera C. Celeste Natalia Coxxx Amy Daly Jesse Flores Foxxy Mia Isabella Kimber James Hazel Tucker Wendy Williams | Celeste Amy Daly Morgan Bailey Jesse Flores Mia Isabella Joanna Jet Yasmin Lee Madison Montag Domino Presley Aly Sinclair Brittany St. Jordan Juliette Stray Hazel Tucker Wendy Williams | Celeste Amy Daly Danni Daniels Jessica Fox Eva Lin Venus Lux Sunshyne Monroe Aly Sinclair Brittany St. Jordan Tiffany Starr Wendy Summers Sarina Valentina Wendy Williams | Buck Angel Natassia Dreams Danika Dreamz Jesse Flores Jessica Fox Foxxy Kelli Lox Venus Lux Jane Marie Carmen Moore Tiffany Starr Wendy Summers Sarina Valentina Vaniity | Jonelle Brooks Chanel Couture James Darling Jessy Dubai Foxxy Khloe Hart Kelly Klaymour Eva Lin Kelli Lox Chelsea Poe Tyra Scott Tiffany Starr Vaniity Wendy Williams | Jonelle Brooks Delia DeLions Jessy Dubai Foxxy Vixxen Goddess Sienna Grace Khloe Hart Aubrey Kate Kelli Lox Kylie Maria Carla Novaes Holly Parker Chelsea Poe Tyra Scott | Michelle Austin Aspen Brooks Jessy Dubai Jessica Fox Foxxy Nina Lawless Kelli Lox Venus Lux Chelsea Marie Sunshyne Monroe Chelsea Poe Domino Presley Isabella Sorrenti Stefani Special | Shiri Allwood Foxxy Dicky Johnson Casey Kisses Venus Lux Natalie Mars Tori Mayes Marissa Minx Mandy Mitchell Sunshyne Monroe Chanel Santini Alexa Scout Stefani Special Freya Wynn | Shiri Allwood Michelle Austin Aspen Brooks Kayleigh Coxx Korra Del Rio Foxxy Aubrey Kate Khloe Kay Lena Kelly Casey Kisses Annabelle Lane Natalie Mars Domino Presley Tyler St. Syn |

### Anni 2020
| Anno            | 2020 | 2021 | 2022 | 2023 | 2024 | 2025 |
| --------------- | --- | --- | --- | --- | --- | --- |
| Vincitrice      | Natalie Mars | Aubrey Kate | Casey Kisses | Emma Rose | Emma Rose | Brittney Kade |
| Altre candidate | Shiri Allwood Kayleigh Coxx Korra Del Rio Ella Hollywood Aubrey Kate Khloe Kay Casey Kisses Lianna Lawson Chelsea Marie Marissa Minx Ryder Monroe Chanel Santini Daisy Taylor Lena Kelly | Shiri Allwood Aspen Brooks Kayleigh Coxx Korra Del Rio Natassia Dreams Foxxy Jenna Gargles Ella Hollywood Khloe Kay Lena Kelly Casey Kisses Natalie Mars Ryder Monroe Daisy Taylor | Melanie Brooks Erica Cherry Korra Del Rio Aubrey Kate Nicole Knight Lianna Lawson Natalie Mars Ivory Mayhem Lena Kelly Roxxie Moth Angelina Please Emma Rose Daisy Taylor Crystal Thayer | Janie Blade Erica Cherry Korra Del Rio Ariel Demure Jessy Dubai Khloe Kay Kasey Kei Pixi Lust Cherry Mavrik Eva Maxim Lola Morena Crystal Thayer Jade Venus Izzy Wilde | Valeria Atreides Zariah Aura Asia Belle Erica Cherry Ariel Demure Tori Easton Gracie Jane Brittney Kade Kasey Kei Eva Maxim Lola Morena Daisy Taylor Jade Venus Izzy Wilde | Zariah Aura Ariel Demure Ember Fiera Angellica Good Gracie Jane Kasey Kei Leilani Li Eva Maxim Lola Morena Eros Orisha Amanda RIley Emma Rose Jade Venus Izzy Wilde |